# شرح سيدي بوسحاقي
شرح سيدي بوسحاقي المشهور بـ شرح ألفية ابن مالك أو شرح الزواوي على ألفية ابن مالك، للإمام إبراهيم بن فايد الزواوي المعروف بسيدي بوسحاقي (المتوفى 857 هـ).

## نبذة عن سيدي بوسحاقي
هو أبو إسحاق إبراهيم بن فايد الزواوي، ثم القسنطيني، المكنى زيان الزواوي أو أبو إسحاق الزواوي أو أبو جميل الزواوي أو أبو الفداء الزواوي، مفسر وفقيه ولغوي، ولد بثنية بني عائشة من أعمال جرجرة سنة 796 هـ. توفي في سنة 857 هـ، ودفن بجوار وادي يسر في مقبرة العائلة في جبال ثنية بني عائشة.
له عدة تصنيفات أشهرها: تفسير الزواوي، ومختصر الشيخ خليل في ثمان مجلدات سماه تسهيل السبيل لمقتطف أزهار روض خليل، وشرح قطر الندى في مجلد سماه أرجوزة نظم قواعد الإعراب لابن هشام، وشرح ألفية ابن مالك في مجلد، وتلخيص «تلخيص مفتاح» في مجلد أيضا سماه تلخيص التلخيص، ومختصر الشيخ خليل في مجلد ضخم سماه تحفة المشتاق في شرح مختصر خليل، وكذلك مختصر الشيخ خليل آخر في مجلدين سماه فيض النيل.
كما شرح خلاصة الأحكام من مهمات السنن وقواعد الإسلام في كتاب سماه شرح الخلاصة.

## أساتذته في اللسان العربي

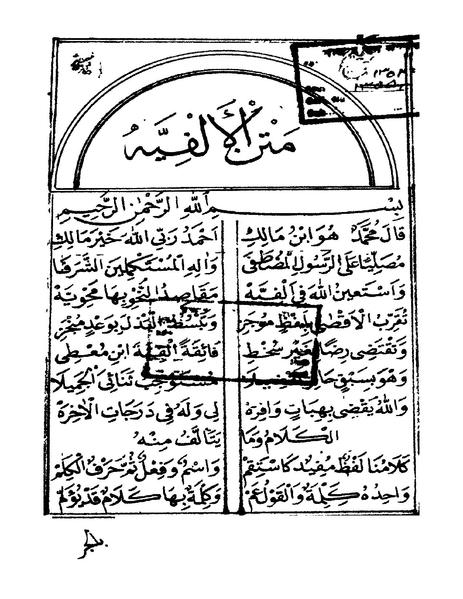
مقدمة ألفية ابن مالك، نسخة من 23 ذي الحجة سنة 1309 هـ، طبعة مطبوعة بمطبعة محمد أبو زيد.

تم تدوين هذا الشرح لقطر الندى من طرف الإمام إبراهيم بن فايد بعد رحلة علمية طويلة، في شمال أفريقيا، والحجاز، ثم الشام.
وقد تأثر متن هذا الشرح بدروس اللسان العربي التي تلقاها سيدي بوسحاقي في بجاية على يد الأستاذ عبد العالي بن فراج.
وبعد انتقاله إلى قسنطينة للاستزادة من النحو، تلقى سيدي بوسحاقي دروسا نحوية عميقة على يد العالم أبي عبد الله محمد اللبسي الحكم الأندلسي.
كما استلهم أبو إسحاق الزواوي في اللسان العربي من عالم تلمسان المدعو ابن مرزوق الحفيد الذي أخذ عنه في قسنطينة مع علماء آخرين.

## وصف

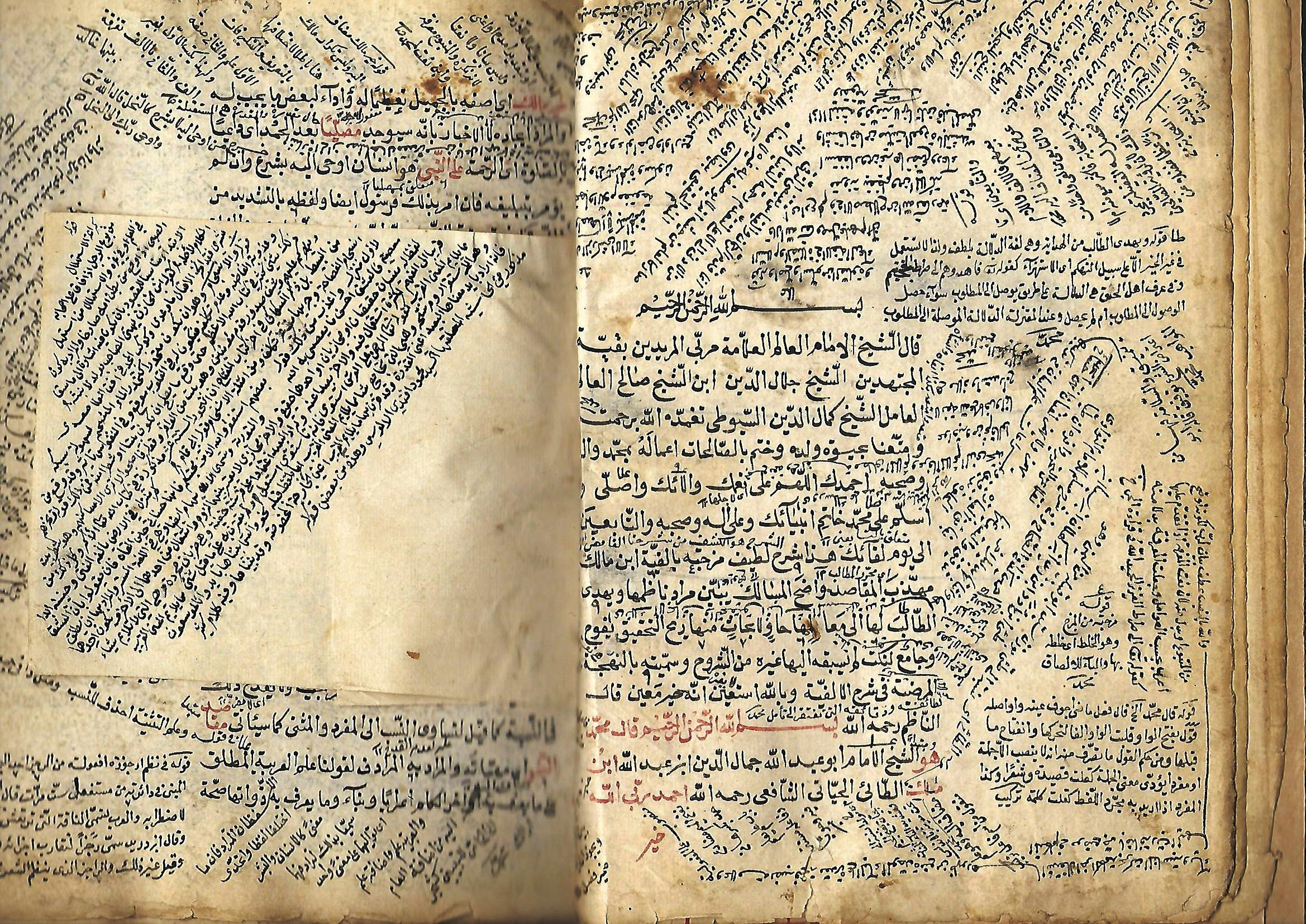
الصفحة الأولى من كتاب في شرح ألفية ابن مالك.

يُعْتَبَرُ شرح سيدي بوسحاقي من أشهر كتب اللسان العربي في العالم الإسلامي التي تناولت النحو من خلال شرح ألفية ابن مالك من تأليف ابن مالك في منطقة زواوة حول جرجرة.
ويُعدُّ من أشهر ما دُوِّن في موضوع النحو ضمن مؤلفات سيدي بوسحاقي في علم التفسير والفقه الإسلامي عند أهل السنة والجماعة وفق مدرسة الأشاعرة · .
ولأن ألفية ابن مالك والمسماة أيضًا بـ«الخلاصة» هي متن شعري من نظم الإمام محمد بن عبد الله بن مالك الطائي الجياني، ومن أهم المنظومات النحوية واللغوية، فقد حظيت بعناية العلماء والأدباء الذين انْبَرَوْا للتعليق عليها، ومنهم سيدي بوسحاقي، بالشروح والحواشي.
وهي متن جمع فيه ابن مالك خلاصة علمي النحو والتصريف، في أرجوزة ظريفة، مع الإشارة إلى مذاهب العلماء، وبيان ما يختاره من الآراء.

## ذكر شرح ألفية ابن مالك في التراث الإسلامي
- قال شمس الدين السخاوي في كتابه الضوء اللامع لأهل القرن التاسع حول كتاب شرح ألفية ابن مالك:[18]

- قال بدر الدين القرافي في كتابه توشيح الديباج وحلية الابتهاج حول كتاب شرح ألفية ابن مالك:[20]

- قال ابن القاضي المكناسي في كتابه درة الحجال في أسماء الرجال حول كتاب شرح ألفية ابن مالك:[9]

- قال أحمد بابا التمبكتي في كتابه نيل الابتهاج بتطريز الديباج حول كتاب شرح ألفية ابن مالك:[23]

- قال محمد مخلوف في كتابه شجرة النور الزكية في طبقات المالكية حول كتاب شرح ألفية ابن مالك:[6]

- قال «محمود حسن التونكي» في كتابه «معجم المصنفين» حول كتاب شرح ألفية ابن مالك:[26]

- قال عبد الرحمان الجيلالي في كتابه تاريخ الجزائر العام حول كتاب شرح ألفية ابن مالك:[27]

- قال «عمر رضا كحالة» في كتابه «معجم المؤلفين» حول كتاب شرح ألفية ابن مالك:[28]

- قال «عادل نويهض» في كتابه «معجم أعلام الجزائر» حول كتاب شرح ألفية ابن مالك:[31]